# Hrabstwo Laurens (Karolina Południowa)
Hrabstwo Laurens (ang. Laurens County) – hrabstwo w stanie Karolina Południowa w Stanach Zjednoczonych.

## Geografia
Według spisu z 2000 roku obszar całkowity hrabstwa obejmuje powierzchnię 724 mil2 (1875,15 km²), z czego  715 mil2 (1851,84 km²) stanowią lądy, a 9 mil2 (23,31 km²) stanowią wody. Według szacunków United States Census Bureau w roku 2012 miało 66 223 mieszkańców. Jego siedzibą administracyjną jest Laurens.

### Miasta
- Clinton
- Cross Hill
- Gray Court
- Laurens
- Waterloo

### CDP
- Joanna
- Mountville
- Princeton
- Watts Mills

### Sąsiednie hrabstwa
- Hrabstwo Spartanburg (północ)
- Hrabstwo Union (północny wschód)
- Hrabstwo Newberry (południowy wschód)
- Hrabstwo Greenwood (południe)
- Hrabstwo Abbeville (południowy zachód)
- Hrabstwo Anderson (zachód)
- Hrabstwo Greenville (północny zachód)